# Massif du Chablais
Ne doit pas être confondu avec Chablais.
Le massif du Chablais est un massif de montagnes des Alpes, deuxième plus étendu des Préalpes du Nord. Il est situé en Haute-Savoie dans le Chablais français et le Faucigny, et dans le Chablais valaisan en Valais, en Suisse.

## Géographie

### Situation
Le massif du Chablais est un massif périphérique des Alpes. Il est délimité par le Léman (nord), les vallées de l'Arve et du Giffre (ouest), le val d'Illiez (sud) et la vallée du Rhône (est). Il est entouré du plateau suisse au nord, du massif des Bornes au sud de l'Arve, du massif du Giffre au sud et des Alpes bernoises de l'autre côté de la vallée du Rhône.
Le relief est principalement accessible côté français sur ses versants nord et ouest qui correspondent aux axes naturels de la Dranse et des affluents du Giffre :
- la vallée de la Dranse depuis Thonon-les-Bains ;
- la vallée Verte depuis Fillinges et Viuz-en-Sallaz ;
- la vallée du Risse depuis Saint-Jeoire ;
- la vallée du Foron qui sert de tracé pour la route des Grandes Alpes.

Ils sont complétés par plusieurs cols :
- le col de Cou et le col de Saxel qui font le lien entre le Bas-Chablais et la vallée Verte ;
- le col de Joux Plane qui relie Samoëns à Morzine.

La frontière franco-suisse est restreinte à deux points de passage :
- la route départementale D 1005 entre Saint-Gingolph et Évian-les-Bains ;
- le pas de Morgins qui relie Monthey à Châtel.

Enfin, l'accès depuis le versant suisse est réduit à deux routes secondaires permettant d'accéder à Torgon et Miex.

### Topographie

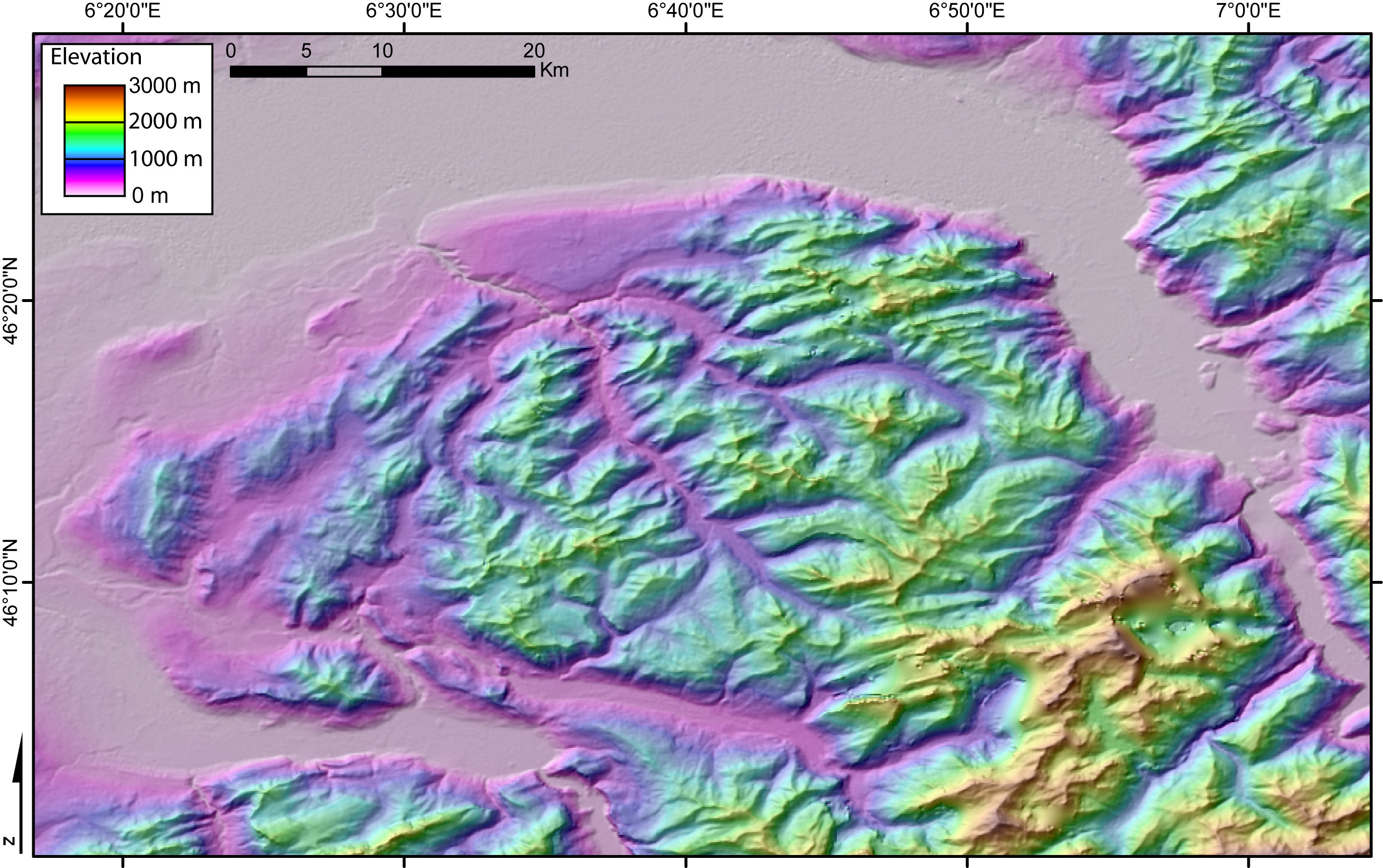
Modèle numérique de terrain du Chablais.

Le relief est situé à près de 85 % du côté français (environ 1 100 km2) où il représente le Haut Chablais par opposition au Bas-Chablais qui définit les plaines au nord du massif. La partie suisse est restreinte au versant oriental jusqu'à la ligne de crête (200 km2, soit 15 % environ).

#### Sommets
Le massif du Chablais est un relief d'altitude modérée. Le plus haut sommet est les Hauts-Forts (2 466 m) suivi par le mont de Grange et les Cornettes de Bise (2 432 m). La majeure partie des sommets sont compris entre 1 000 et 2 000 m. Moins d'un quart dépassent les 2 000 m et plusieurs d'entre eux matérialisent la frontière entre la France et la Suisse autour des Hauts-Forts et des Cornettes de Bise. Les autres sommets les plus élevés sont regroupés autour du chainon du roc d'Enfer, du mont de Grange et de la pointe d'Angolon. La dent d'Oche constitue le sommet de plus de 2 000 m le plus septentrional de France.
| France                     | France - Suisse                          | Suisse                           |
| -------------------------- | ---------------------------------------- | -------------------------------- |
| Hauts-Forts, 2 466 m       | Cornettes de Bise, 2 432 m               | Pointe des Mossettes, 2 277 m    |
| Mont de Grange, 2 432 m    | Pointe de Fornet, 2 300 m                | Les Jumelles, 2 215 m            |
| Pointe de Vorlaz, 2 346 m  | Pointe de Chésery, 2 251 m               | Chambairy ou Hautagrive, 2 201 m |
| Roc d'Enfer, 2 244 m       | Tête du Géant, 2 228 m                   | Mont Gardy, 2 201 m              |
| Dent d'Oche, 2 221 m       | Pointe de Chavanette, 2 219 m            | Grammont, 2 171 m                |
| Château d'Oche, 2 197 m    | Cornebois, 2 200 m                       | Pointe de l'Au, 2 152 m          |
| Pointe de Nantaux, 2 170 m | Tête de Linga ou Crête de Linge, 2 156 m | Pointe de Chaumény, 2 067 m      |
| Mont Chauffé, 2 093 m      | Le Linleu, 2 093 m                       | Pointe de Bellevue, 2 041 m      |

#### Vallées
Le massif du Chablais est traversé selon une diagonale nord-ouest - sud-est par deux vallées principales qui permettent la connexion entre le Bas-Chablais et le Haut-Chablais : la vallée d'Aulps et le val d'Abondance. La première dessert Morzine et permet de communiquer avec la vallée du Giffre par Les Gets tandis que la seconde dessert Abondance et Châtel, et permet d'atteindre la vallée du Rhône par le pas de Morgins.
La vallée Verte et la vallée du Risse constituent des vallées annexes, orientés sur le flanc sud-ouest. Elles sont ouvertes respectivement sur la vallée de l'Arve et du Giffre. Elles sont reliées aux vallées principales par l'intermédiaire de la vallée du Brevon. Enfin côté suisse, le val d'Illiez délimite le versant sud-est du massif du Chablais et est partagé avec le massif du Giffre. Il sert de communication entre le val d'Abondance et la vallée du Rhône.

#### Hydrographie
Le cœur du massif du Chablais correspond au bassin versant de la Dranse et de ses principaux affluents : la Dranse de Morzine, la Dranse d'Abondance et le Brevon. Ils convergent tous à la jonction des communes de La Vernaz, Vinzier et Reyvroz pour former la Dranse qui s'écoule en direction du Léman en entaillant le Bas-Chablais. Ce réseau hydrographique est exploité pour la production hydroélectrique à la centrale électrique de Bioge par l'intermédiaire notamment du barrage du Jotty.
Le réseau hydrographique est complété par une série de bassin versant dispersée sur les versants externes du massif du Chablais. Au nord, le ruissellement converge directement dans le Léman avec le Foron, le Redon et le Pamphiot à l'ouest, et la Morge à la frontière franco-suisse. Il s'articule à l'ouest autour de plusieurs bassins versants alimentant l'Arve, soit directement comme le Foron depuis le versant nord-ouest des Voirons, soit par les bassins versants intermédiaires de la Menoge et du Giffre. Le premier draine surtout la vallée Verte et le flanc ouest du Môle (nant d'Iné) tandis que le bassin versant du Giffre est partagé dans sa partie amont avec le massif du Giffre.
Le versant suisse se distingue dans sa majeure partie par une succession de bassin versant de petites tailles (les surfaces sont égales ou inférieures à 20 km2). Ils représentent des torrents alimentant directement le Rhône qui correspondent au Fossau, au torrent de l'Avançon, au torrent de la Greffe et au torrent des Glariers. Au sud, la Vièze et son affluent de la Vièze de Morgins forment un bassin versant plus généreux qui est aussi partagé avec le massif du Giffre en amont et sur la rive droite.

#### Lacs

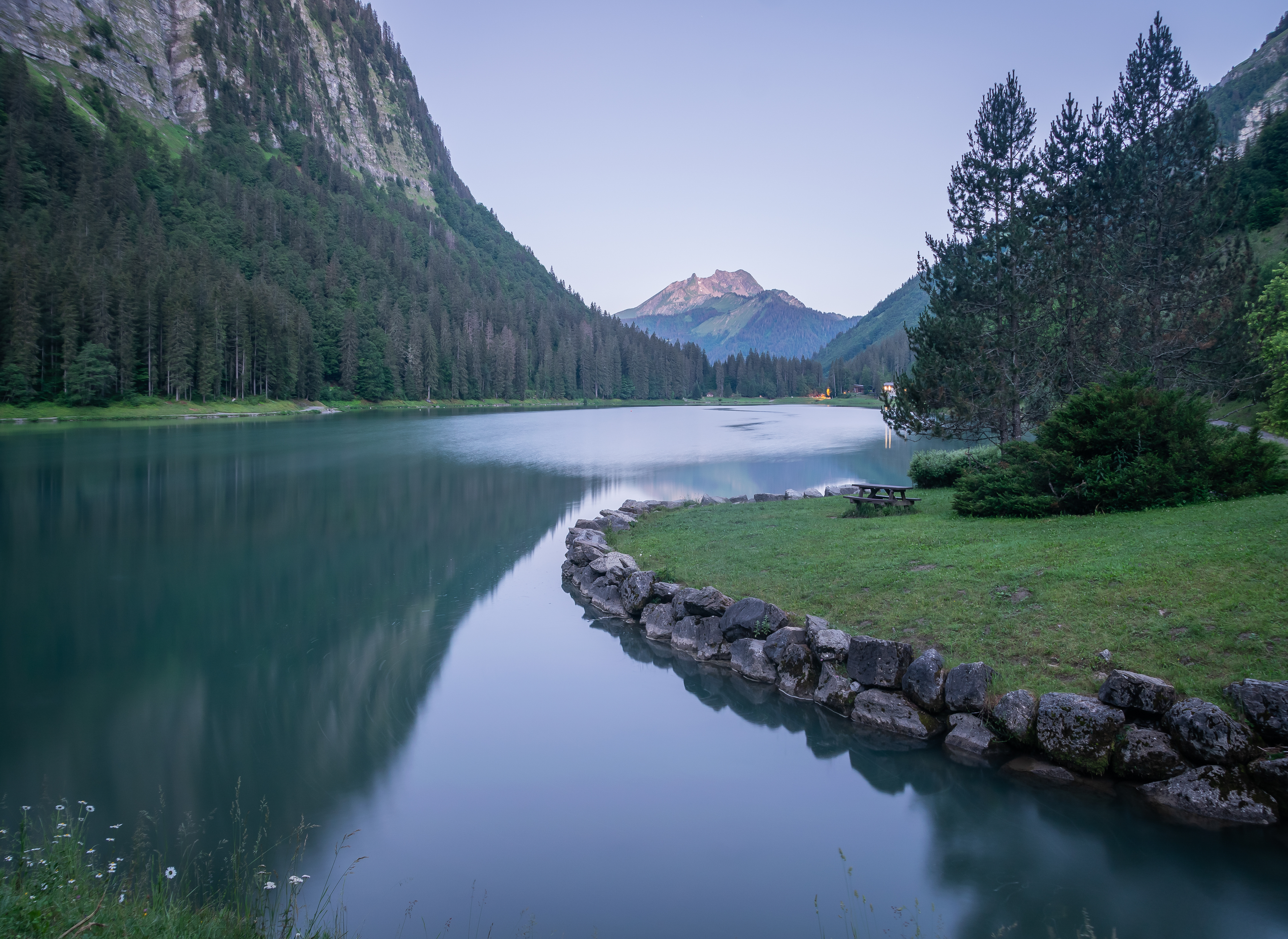
Le lac de Montriond.

Le massif du Chablais comporte plusieurs lacs d'origines diverses. Les deux plus grands lacs (lac de Montriond et le lac de Vallon) sont des lacs de barrage résultant de glissement de terrain. Les autres lacs naturels sont d'origine glaciaire et de taille relativement réduite (moins de 100 000 m2), à l'exception du lac de Tanay. Les étendues d'origine anthropiques sont surtout représentés par le lac du Jotty qui est associé au barrage éponyme, par des retenues collinaires développées pour l'activité hivernale et par certains lacs glaciaires réaménagés par l'homme (lac des Plagnes et lac d'Avoriaz).
- France
  - Lac d'Arvouin au sud des Cornettes de Bise
  - Lac d'Avoriaz à Avoriaz
  - Lac de Bise à l'ouest des Cornettes de Bise
  - Lac de la Case au sud de la Dent d'Oche
  - Lac de Darbon au sud de la Dent d'Oche
  - Lac de Fontaine à Vacheresse
  - Lac du Jotty à La Baume et La Vernaz
  - Lac des Mines d'Or à Samoëns
  - Lac de Montriond à Montriond
  - Lac de la Mouille à Châtel
  - Lac de Neuteu à Novel
  - Lac de Pététoz à Bellevaux
  - Lac des Plagnes à Abondance
  - Lac de Roy à Praz de Lys - Sommand
  - Lac de Tavaneuse à Abondance
  - Lac de Vallon à Bellevaux
  - Lac de Vonnes à Châtel
- Suisse
  - Lac de Chésery à l'est de la Pointe de Chésery dans le val de Morgins
  - Lac de Conche au nord-ouest des Portes du Culets au-dessus de Morgins
  - Lac de Lovenex à l'ouest des Jumelles
  - Lac de Morgins juste au sud du Pas de Morgins
  - Lac de Tanay au sud du Grammont
  - Lac Vert au nord de la pointe des Mossettes dans le val de Morgins

### Géologie

Carte structurale du massif du Chablais

À l'image des autres massifs périphériques des Alpes, le massif du Chablais est entièrement constitué de roches sédimentaires. C'est cependant un ensemble géologique allochtone contrairement aux massifs des Bornes et du Giffre composés d'unités (par-) autochtones. Il repose à cheval sur le bassin d'avant-pays nord-alpin (ou bassin molassique suisse) au nord et sur le domaine helvétique au sud,. Le massif du Chablais résulte de l'imbrication de plusieurs nappes de charriages appartenant majoritairement au domaine structural pennique. Ces nappes correspondent aux couvertures sédimentaires déposées dans différents domaines paléogéographiques de la Téthys alpine et qui furent décollées lors de la subduction de ces mêmes domaines puis imbriqués dans une ceinture de chevauchement. Ainsi la position structurale (de bas en haut) de ces nappes respecte a priori leur introduction dans le prisme d’accrétion sédimentaire et donc leur position relative dans la Téthys alpine : les nappes situées en haut de l'édifice sont les premières couvertures sédimentaires subductées et donc initialement situées vers la marge sud tandis que les unités les plus basses ont été les dernières incorporées et étaient situées vers le nord. En dessous de cet empilement de nappes, on trouve enfin des unités ultrahelvétiques affleurant notamment le long de la bordure interne. Le massif du Chablais constitue la première ceinture de chevauchement formée entre le Crétacé tardif et l'Éocène. Elle sera ensuite suivie à l'Oligocène par une seconde ceinture de chevauchement constituant les massifs subalpins tels que les massifs des Bornes et du Giffre et incorporant uniquement des couvertures sédimentaires du domaine delphino-helvétique.
Les nappes des Préalpes incorporent une grande diversité de lithologie et de paléoenvironnement dont des dépôts de plateforme carbonatée (nappe des Préalpes médianes,), des dépôts de blocs basculés liés au rifting de l'océan Piémontais (nappe de la Brèche,) et des dépôts marins détritiques et relativement profonds de type flysch (nappes supérieures des Préalpes, et complexe Voirons-Wägital). Les séries sédimentaires sont datées entre le Trias et l'Éocène pour les nappes des Préalpes médianes et de la Brèche, entre le Crétacé tardif et le Paléocène pour les nappes supérieures des Préalpes et l'Éocène pour le complexe Voirons-Wägital. Elles sont parfois séparées par des unités chaotiques dénommées mélanges et autrefois wildflyschs,,. Enfin on rencontre le long de la bordure interne des écailles tectoniques (ou lambeaux de poussées) arrachées au domaine helvétique (flysch subalpin) puis à la molasse du bassin d'avant-pays nord-alpin (molasse subalpine) et d'âge oligocène,.

## Activités

### Stations de sports d'hiver
France :
- Domaine des Portes du Soleil : Abondance, Morzine-Avoriaz, La Chapelle-d'Abondance, Châtel, Les Gets, Montriond
- Espace Roc d'Enfer : Bellevaux-La Chèvrerie, La Grande Terche
- Hirmentaz
- Bernex
- Thollon-les-Mémises

Suisse :
- Domaine des Portes du Soleil : Champéry, Morgins, Torgon
- Val d'Illiez : Champoussin, Les Crosets

| Nom du domaine                                                 | Communes / stations touristiques                                                                                                | Pistes (nombre) | Pistes (Km) | Remontées mécaniques (nombre) | Capacité (nombre de lit) |
| -------------------------------------------------------------- | --- | --------------- | ----------- | ----------------------------- | ------------------------ |
| Hirmentaz-Les Habères                                          | Les Habères ; Hirmentaz | 43              | 50          | 23                            | 5375                     |
| Portes du Soleil ( France- Suisse) (pas complètement connecté) | Abondance ; Avoriaz ; La Chapelle-d'Abondance ; Châtel ; Les Gets ; Montriond ; Morzine ; Saint-Jean-d'Aulps-Espace Roc d'Enfer | 280             | 650         | 195                           | 105390                   |
| Roc d'Enfer                                                    | La Grande Terche ; La Chèvrerie                                                                                                 | 24              | 50          | 15                            | 12365                    |

### Lieux et monuments
- L'abbaye d'Aulps, fondée en 1094 par des moines cistérciens, est aujourd'hui en ruine. Elle accueille depuis le domaine de découverte de la vallée d'Aulps.
- Les meulières du Mont Vouan sont l'un des plus importants site d'extraction de meules des Alpes. Le site est depuis classé au titre des monuments historiques depuis le 11 mars 2009[16].
- La vallée des Ardoisières, à l'est de Morzine, est un site d'extraction de schistes sédimentaires, de morphologie comparable à des ardoises, et utilisés pour la confection des toitures dans la région de Morzine.

### Économie
Le massif du Chablais est le pays de l'abondance, confectionné à partir du lait issu de vaches d'abondance.

## Patrimoine environnemental
En 2015, le Chablais obtient le nouveau label, « Géoparc mondial UNESCO » (UNESCO Global Geopark), décerné par l'UNESCO.

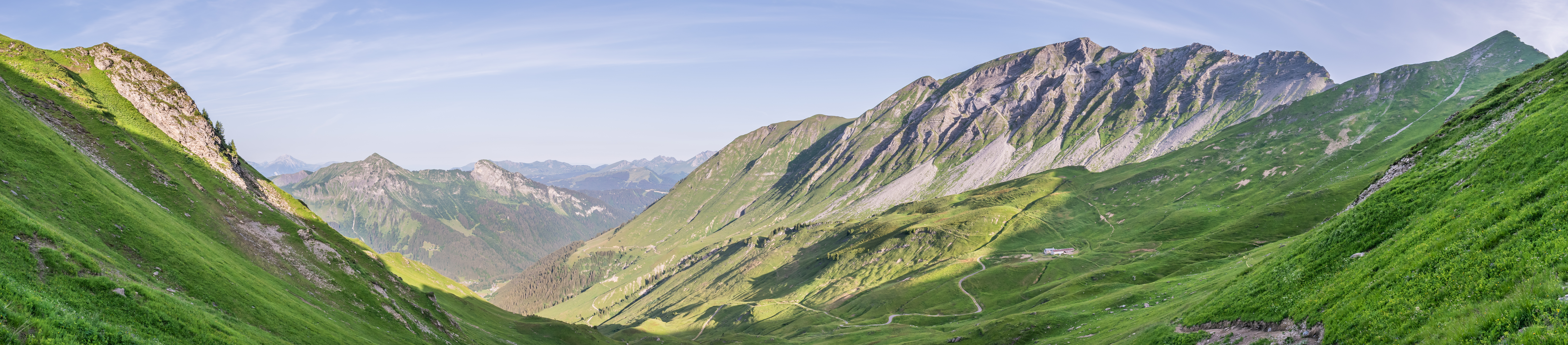
Paysage du massif du Chablais. Les Hauts-Forts, au-dessus de la petite route en lacets. La petite montagne verte en pointe est la pointe de Fornet. À l'horizon, la première montagne, presque invisible à gauche, est le mont Lachat (massif des Bornes), suivie juste à côté du pic de Jallouvre. Au centre, la pointe de Nyon, sommet d'une façade en à-pic brillant. Enfin, sur la droite, la pointe de Chalune.